# Гелен Денмен
Гелен Денмен (англ. Helen Denman, 9 вересня 1976) — австралійська плавчиня.
Призерка Олімпійських Ігор 1996 року.
Призерка Чемпіонату світу з водних видів спорту 1998 року.
Переможниця Ігор Співдружності 1998 року.
Призерка літньої Універсіади 1995 року.